# Ou mallon

Ou mallon est une expression philosophique grecque qui signifie « pas plus » ou « non plutôt », dans le sens de ne pas choisir ou dire telle chose plutôt qu'une autre. 
L'expression a été principalement employée par les sceptiques (comme Sextus Empiricus et Timon de Philonte). Elle est à rapprocher du mot grec épochè, la « suspension du jugement ».
Démocrite ainsi que Rabelais ont repris l'expression dans leurs écrits.
Montaigne aurait fait inscrire une variante (ouden mallon) sur une de ses poutres.